# Барр, Джиллиан
Джи́ллиан Барр (англ. Gillian Barr) — шотландская кёрлингистка.

## Достижения
- Чемпионат Шотландии по кёрлингу среди смешанных команд: серебро (1998).
- Чемпионат мира по кёрлингу среди юниоров: золото (1992, 1993), бронза (1991).
- Чемпионат Шотландии по кёрлингу среди юниоров: золото (1991, 1992, 1993).

## Команды
| Сезон                                          | Четвёртый         | Третий        | Второй       | Первый          | Запасной                                       | Турниры             |
| ---------------------------------------------- | ----------------- | ------------- | ------------ | --------------- | ---------------------------------------------- | ------------------- |
| 1990—91                                        | Джиллиан Барр     | Клэр Милн     | Джанис Уотт  | Энн Лэрд        | тренер: Питер Лаудон (ЧМЮ)                     | ЧШЮ 1991 · ЧМЮ 1991 |
| 1991—92                                        | Джиллиан Барр     | Клэр Милн     | Джанис Уотт  | Nikki Mauchline | Карен Эддисон (ЧМЮ) тренер: Питер Лаудон (ЧМЮ) | ЧШЮ 1992 · ЧМЮ 1992 |
| 1992—93                                        | Кирсти Хэй        | Джиллиан Барр | Джоанна Пегг | Louise Wilkie   | Фиона Браун                                    | ЧШЮ 1993 · ЧМЮ 1993 |
| 1996—97                                        | Кэролин Хатчинсон | Хизер Крокетт | Джен Байерс  | Люси Ливак      | Джиллиан Барр                                  | ЧМ 1997 (8 место)   |
| Кёрлинг среди смешанных команд (mixed curling) |                   |               |              |                 |                                                |                     |
| 1997—98                                        | Боб Келли         | Джиллиан Барр | Колин Барр   | Wendy Barr      |                                                | ЧШСК 1998           |

(скипы выделены полужирным шрифтом)